# Messanges (Côte-d’Or)
Messanges ist eine französische Gemeinde mit 248 Einwohnern (Stand 1. Januar 2022) im Département Côte-d’Or in der Region Bourgogne-Franche-Comté (vor 2016 Bourgogne); sie gehört zum Arrondissement Beaune und zum Kanton Longvic. Die Einwohner werden Messangeois genannt.

## Geographie
Messanges liegt etwa 27 Kilometer südsüdwestlich von Dijon am Fluss Meuzin. Umgeben wird Messanges von den Nachbargemeinden Collonges-lès-Bévy im Nordwesten und Norden, Bévy im Norden, L’Étang-Vergy im Nordosten, Curtil-Vergy im Nordosten und Osten, Segrois im Osten, Meuilley im Süden sowie Chevannes im Westen.

## Bevölkerung
| Jahr                       | 1962 | 1968 | 1975 | 1982 | 1990 | 1999 | 2006 | 2019 |
| Einwohner                  | 107  | 105  | 105  | 121  | 173  | 194  | 232  | 236  |
| Quellen: Cassini und INSEE |      |      |      |      |      |      |      |      |

## Sehenswürdigkeiten

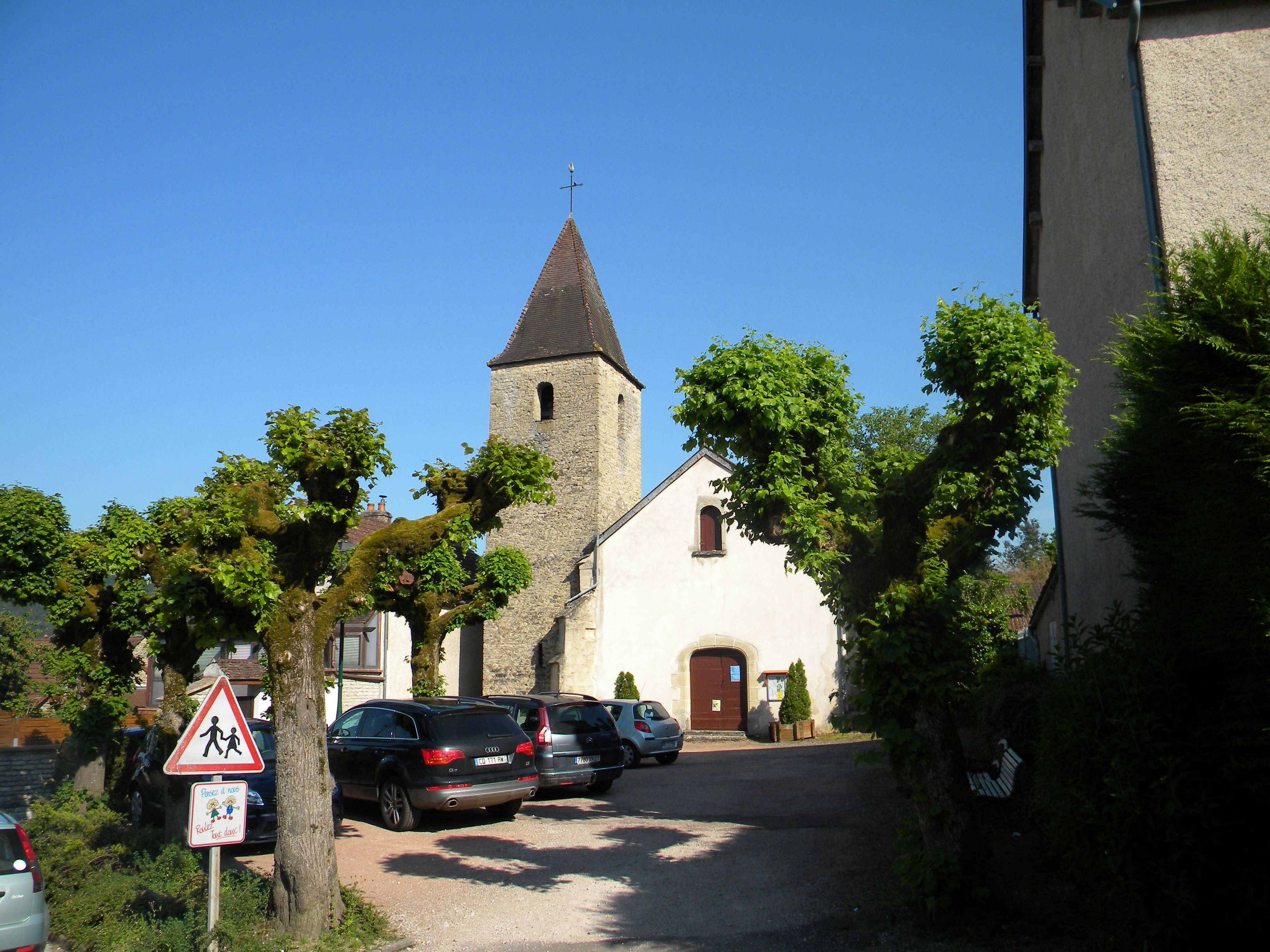
Kirche Notre-Dame-de-la-Visitation

- Kirche Notre-Dame-de-la-Visitation
- Mühle Chevalier